# Дін Нін
Дін Нін  (кит.: 丁 宁; нар. 20 червня 1990) — китайська настільна тенісистка, олімпійська чемпіонка.

## Виступи на Олімпіадах
| Олімпіада   | Дисципліна       | Місце |
| ----------- | ---------------- | ----- |
| Лондон 2012 | одиночний розряд | 2     |
| Лондон 2012 | командний розряд | 1     |
| Ріо 2016    | одиночний розряд | 1     |
| Ріо 2016    | командний розряд | 1     |